# 루이스 쉬베르카조

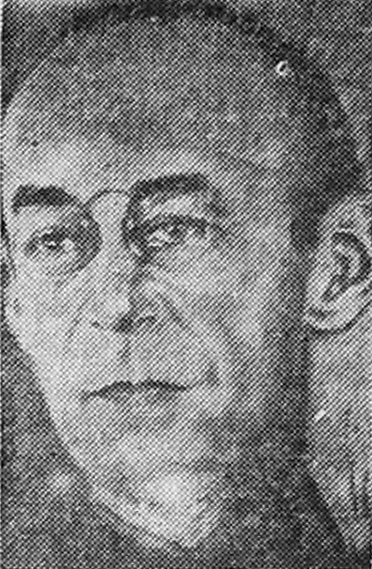

루이스 쉬베르카조 에라주리주(영어: Luis Subercaseaux Errázuriz, 1882년 5월 10일 ~ 1973년)는 칠레의 외교관이며 육상 선수였다. 아테네에서 열린 1896년 하계 올림픽에 칠레인, 즉 남미인으로 처음으로 출전했는지에 대한 논란이 끊이지 않고 있기도 하다.
그는 라몬 쉬베르카조 비쿠냐와 아멜리아 에라추리츠 우르메네타의 둘째 아들로 태어났으며 이 가문은 유명했다. 형제는 후안 쉬베르카조가 있다.
칠레 올림픽 위원회에 의하면 루이스 쉬베르카조는 15세의 나이로 100m, 400m, 800m에 출전했다고 하지만 많은 올림픽 역사학자들은 이에 대해 반론하며 그가 올림픽에 참가했었더라도 경기를 뛰지는 않았다고 주장한다.
그는 이 때 프랑스의 북바스크(프랑스령 바스크)에 있던 콜레지오 베네딕티노에서 공부하고 있었으며 높이뛰기 개인 기록을 세운 곳이기도 하다. 그는 칠레의 축구 팀인 클럽 데 데포르테스 산티아고 모닝(Club de Deportes Santiago Morning)의 설립자이며 성공적인 축구 선수이기도 했다.
1928년에 그는 페루, 스페인, 바티칸에 있는 칠레 대사관의 대사로 활동했으며 런던에 있는 영사관에서 벨기에, 체코슬로바키아, 그리스, 네덜란드, 노르웨이, 폴란드, 유고슬라비아에 있는 칠레 관련 업무를 보기도 했다.
현재 그의 업적을 기리기 위해 칠레 올림픽 기념관 입구에는 그의 동상이 세워져있다.